# Cianocobalamină
Cianocobalamina este o formă de vitamina B12 (cobalamină) care este utilizată pentru tratamentul deficitului acestei vitamine. Vitamina B
12 este un nutrient esențial și poate fi introdusă în organismul uman doar prin surse exogene.
Cianocobalamina este în general bine tolerată. Reacțiile adverse minore includ diareea și mâncărimile, iar cele severe includ anafilaxie, hipopotasemie și insuficiență cardiacă.
Molecula a fost sintetizată pentru prima dată în anii 1940.